# Aechmea paradoxa
Aechmea paradoxa är en gräsväxtart som först beskrevs av Elton Martinez Carvalho Leme, och fick sitt nu gällande namn av Elton Martinez Carvalho Leme. Aechmea paradoxa ingår i släktet Aechmea och familjen Bromeliaceae. Inga underarter finns listade i Catalogue of Life.